# Lorenzo Fontana
Lorenzo Fontana (n. 10 aprilie 1980, Verona, Italia) este un politician italian.